# 大野荘 (加賀国)
大野荘（おおのしょう）は、現在の石川県金沢市金石付近にあった荘園である。鎌倉時代末期、大野荘は長崎高資の所領で、足立氏が代官であった（なお隣接する富永御厨も、足立氏と諏訪氏が代官であった）。これらはいずれも得宗御内人であった。普正寺、宮腰湊を擁し、日宋貿易、日元貿易で栄えた地域と考えられている。